# Zuegg
Zuegg è un'azienda multinazionale con sede a Verona specializzata nella lavorazione della frutta. La produzione si sviluppa su due fronti: il business to consumer (B2C) e il business to business (B2B). Per il B2C produce confetture, succhi di frutta, sciroppi e merendine a base di frutta con i marchi Zuegg e Skipper Zuegg per un totale di 97 tipologie di prodotto. Per il B2B è specializzata nella produzione di semi-lavorati di frutta (ingredienti per yogurt, gelati e merendine) per altre industrie alimentari.

## La storia

### Gli inizi
Nel 1860 Maria ed Ernst August Zuech (il cognome diventerà Zuegg nel 1903) cominciano a coltivare la frutta nel loro podere di Lana in Alto Adige, nell'allora Austria-Ungheria, assieme ai loro 14 figli, vendendola poi nei mercati vicini con un export esteso dalla Germania fino a San Pietroburgo.
Nel 1890 i due figli Karl e Vigil salgono alla guida dell'impresa di famiglia e Karl, nonostante il periodo infelice dovuto allo scoppio della prima guerra mondiale, riuscirà a trasformare l'impresa agricola di famiglia in un'azienda ben strutturata e specializzata nella lavorazione della frutta. Nasce la Karl & Vigil Zuech (diventata nel 1903 Karl & Vigil Zuegg), da cui deriverà l'azienda attuale.

### Confetture e succhi di frutta

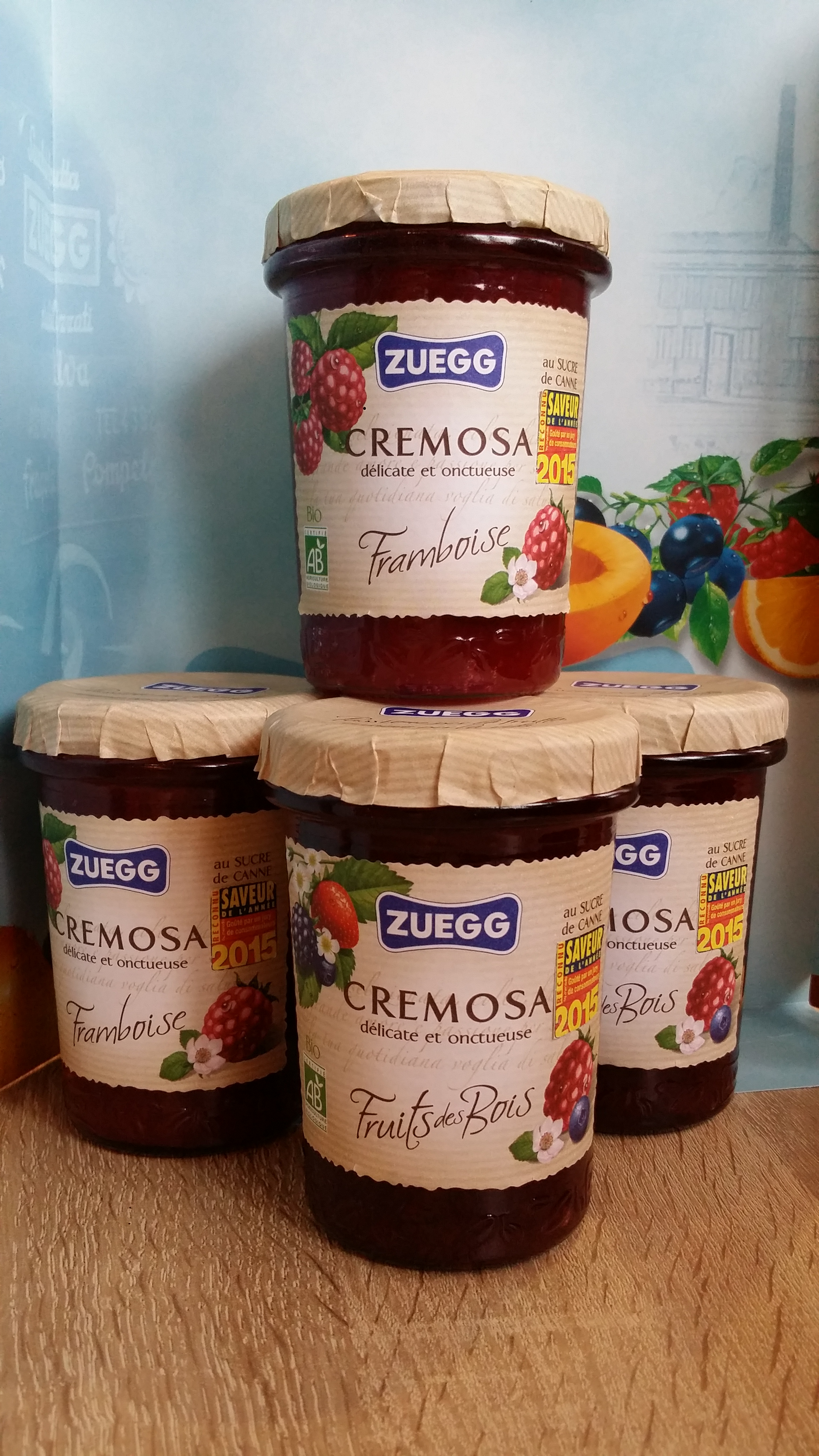
Confetture Zuegg.

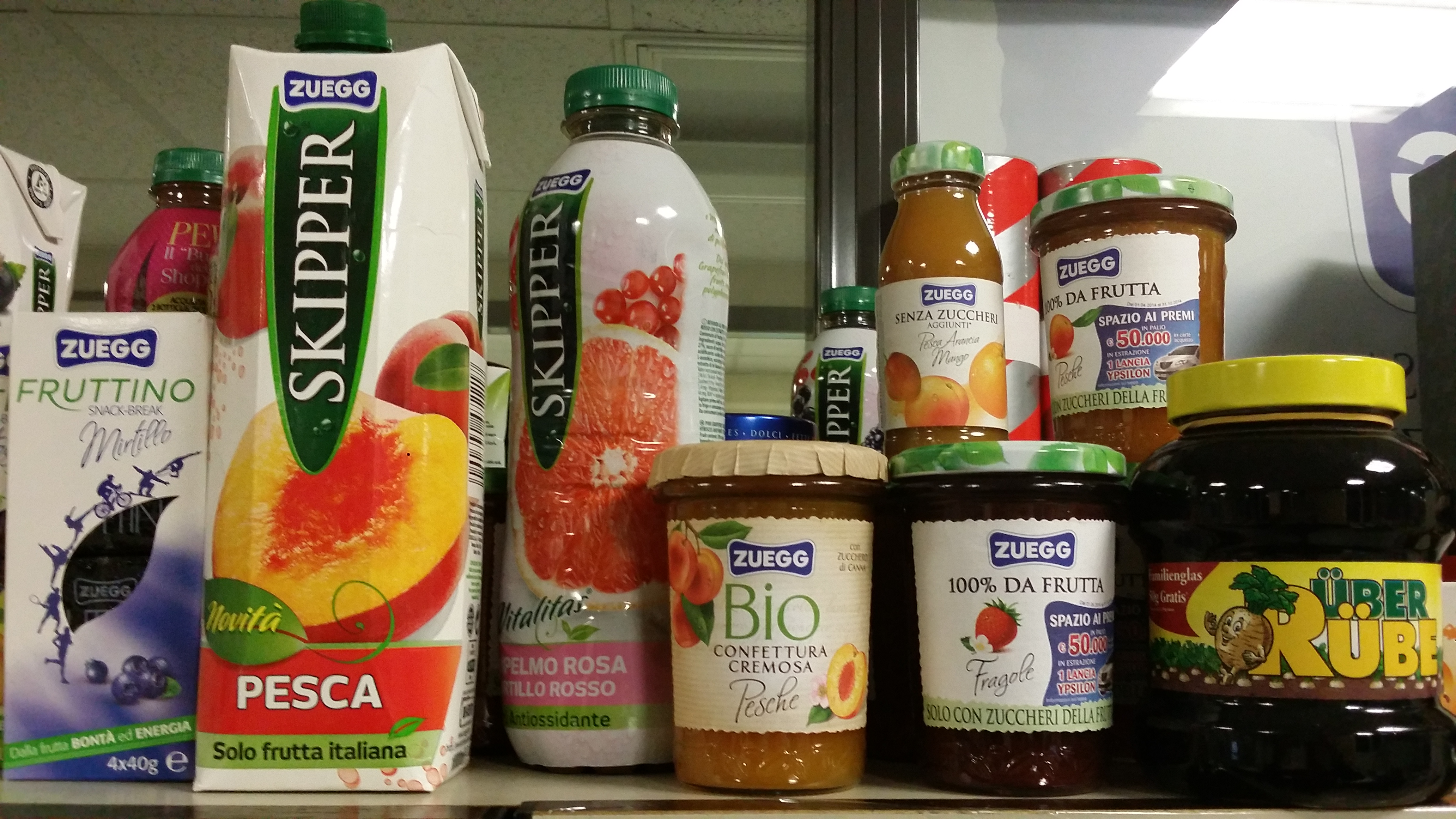
Succhi di frutta e altri prodotti Zuegg.

Nel 1917 la Zuegg prova ad affacciarsi al mercato delle confetture ma occorre attendere il 1923 per il vero debutto su larga scala in questo settore, dopo l'annessione dell'Alto Adige all'Italia.
L'azienda continua a crescere di generazione in generazione e intorno agli anni cinquanta (con la terza generazione di famiglia) assume le prerogative di un'importante realtà industriale, con una distribuzione capillare su tutto il territorio italiano. Il merito di questa crescita si deve principalmente a Karl Zuegg, insignito dell'onorificenza di cavaliere del lavoro della Repubblica Italiana nel 1992.
I primi succhi di frutta a marchio Zuegg arrivano nel 1954, con soli tre gusti disponibili: pera, pesca e albicocca. Anche i succhi, come le confetture, vengono prodotti nello stabilimento di Lana, in Alto Adige. Sette anni più tardi, nel 1961, nascono le confetture Fruttaviva, le prime prodotte senza l'ausilio di conservanti e coloranti.
Nel 1962 la Zuegg inaugura un nuovo stabilimento a Verona ed inizia la produzione di semilavorati a base frutta (elementi indispensabili per dolci, gelati e yogurt) collaborando con altre aziende alimentari italiane ed estere. Il processo di innovazione continua e, nel 1979, Zuegg introduce una linea di confezionamento asettico in poli accoppiato (Tetrapak) per i succhi di frutta: si tratta di un'assoluta novità per il mercato italiano.
Nel 1985 Zuegg inaugura lo stabilimento di Luogosano, in provincia di Avellino, dove avviene la prima trasformazione della frutta, cioè dove la frutta fresca viene controllata, selezionata e trasformata in puree (semplici o concentrate) o cubetti surgelati.

### La nascita di Skipper
Nel 1988 Zuegg lancia la linea Skipper, primo succo di frutta 100% in Tetrapak a essere introdotto in Italia.

### L'europeizzazione
Per la prima volta dopo 100 anni, nel 1991 una parte della produzione Zuegg è spostata all'estero, a Werneuchen, nei pressi di Berlino, dove oggi Zuegg produce semilavorati per il settore dell'industria alimentare.
Nel 1998 la sede operativa di Zuegg viene spostata a Verona, città strategicamente più adatta a supportare le attività internazionali dell'azienda. Nel 2001 Zuegg acquista lo stabilimento di Zörbig, vicino a Lipsia (Germania), per la produzione di confetture e sciroppi, sia a marchio Zuegg che a marchio Zoerbiger, un marchio che gode di una buona notorietà nella Germania dell'est.
Nel 2002 avviene l'acquisto dello stabilimento di Elne vicino a Perpignano, in Francia, dove si producono i semilavorati destinati ai mercati francesi, spagnoli e portoghesi. Nell'aprile 2010 nasce l'azienda Zuegg Austria GmbH nei pressi di Graz per la commercializzazione in Austria e nei paesi est europei dei prodotti a marchio Zuegg. Tre mesi più tardi, nel luglio 2010, inizia con un investimento di 35 milioni di euro la produzione presso lo stabilimento di Afanasovo nell'Oblast' di Kaluga, a 130 km da Mosca, in Russia, destinato ai semi-lavorati per l'industria.
Nel 2013 apre l'ufficio commerciale a Coira, nel Canton Grigioni, in un luogo nevralgico per le comunicazioni tra Europa del Nord e l'Italia.

### Riassetto familiare
Nel 2015 Oswald Zuegg, alla guida dell'azienda, porta a termine una lunga operazione iniziata già da vari anni: ricomprare le quote della Zuegg da una quarantina di esponenti della famiglia. L'ultima tranche, pari al 28,3% del capitale, è effettuata con il sostegno di un pool di banche che include Unicredit e Banco Bpm. A cedere le quote sono i cugini Hiltraud (11,5%), Mark Tilmann (5,59%), Maerk Lucas (11,5%). L'azienda è così sotto un'unica guida.
L'interesse della Zuegg (sei stabilimenti: 2 in Italia, 2 in Germania, 1 in Francia e 1 in Russia) è rivolto in particolare sul mercato USA dove ha stretto un accordo di collaborazione con Walmart. Nei piani c'era anche l'apertura di uno stabilimento al confine con il Canada, poi l'arrivo di Amazon ha costretto a modificare la strategia.
Oswald Zuegg ha nel frattempo ridisegnato la governance futura dell'azienda con il passaggio alla quinta generazione: il timone andrà alla figlia Martina, avvocato con laurea a Sydney.

## Il marchio Zuegg

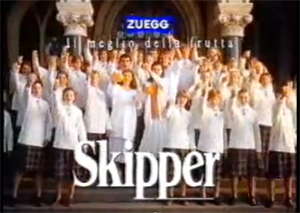
Un fotogramma dello spot del 1989

I prodotti Zuegg sono tutti a base di frutta e si declinano in 3 categorie merceologiche:
- Confetture e marmellate
- Succhi di frutta e nettari
- Merende a base di frutta: "Fruttino"

In totale si trovano sul mercato 51 referenze marchiate Zuegg.

### Il sotto-marchioSkipper Zuegg
Skipper Zuegg è nato nel 1988 come succo di frutta al 100% ed è stato lanciato con il memorabile spot con i canottieri che recitava:" Ehi tu...Spremi...Schiaccia...Skipper! " Il jingle fu un vero tormentone in quegli anni, tanto che l'azienda ha deciso di riproporlo in chiave più moderna con un remake nella campagna Tv del 2010.
Oggi Skipper Zuegg propone diversi tipi di succhi in diversi formati: dal brik in Tetrapak da 200ml al contenitore in PET da un litro, per un totale di 46 varietà di gusti.

## Marchi e società del Gruppo Zuegg
- Zuegg - marmellate, confetture, succhi di frutta e merende a base di frutta
- SkipperZuegg - succhi di frutta
- Original Zoerbiger - marmellate, confetture e sciroppi a base di frutta
- UeberRube - dolcificante simile al miele, ricavato dalla barbabietola da zucchero

## Sponsorizzazioni
Nella stagione 1988-1989 Zuegg, con il neo-nato Skipper Zuegg, è stata main sponsor della squadra di sci capitanata da Alberto Tomba.
Successivamente, attraverso il suo sotto-marchio Skipper Zuegg, ha sponsorizzato:
- La storica Skipper Bologna, alias "Fortitudo Bologna"[6] ai tempi del campione Gianmarco Pozzecco, dal 2001 al 2004;[7]
- Lo Skipper Beach Tour nel 2007 e nel 2008;[8]
- Il campionato del mondo di Snowboard - tappa italiana di Bardonecchia;[9]
- Il campionato italiano di Beach Volley nel 2009;[10]
- Swatch FIVB World Tour 2009 - La tappa italiana al foro italico del campionato del mondo di Beach Volley 2009;[11]
- Partner ufficiale dell'Inter F.C. per le stagioni 2008-2009 e 2009-2010;
- Sponsor del Nike Junior Tour 2010 - Master nazionale di tennis categorie Under 10 - Under 12 - Under 14;[12]
- Sponsor del Join the Game 2010 - Campionato nazionale di basket 3 contro 3 categorie Under 13 - Under 14.[13]

## Certificazioni
Zuegg al fine di migliorare il proprio processo produttivo e per mantenere il più possibile la naturalità dei propri prodotti si è dotata dei seguenti sistemi di certificazione:
- Certificazione di qualità secondo la norma UNI EN ISO 9001-2008;
- Certificato volontario International Featured Standard (IFS)[14];
- Certificato volontario British Retail Consortium (BRC)[15];
- Certificato dell'ambiente e della sicurezza sul lavoro ISO 14001.[16]

A tal proposito, l'azienda redige dal 2008 un bilancio ambientale e sociale in cui pubblica nel dettaglio i progressi fatti dall'azienda dopo l'adozione dei diversi sistemi di certificazione.
Inoltre, i prodotti Zuegg sono inseriti nel prontuario dell'Associazione Italiana Celiachia (AIC).

## Marketing ingannevole
Riguardo alle marmellate cosiddette "senza zucchero", nel 2012 viene multata per 100000 € dall'Antitrust sia per gli slogan usati per pubblicizzare il prodotto sul sito web aziendale e sui giornali, sia per la dicitura “senza zuccheri aggiunti” riportata sull'etichetta dei barattoli.